# Feldbergplatz

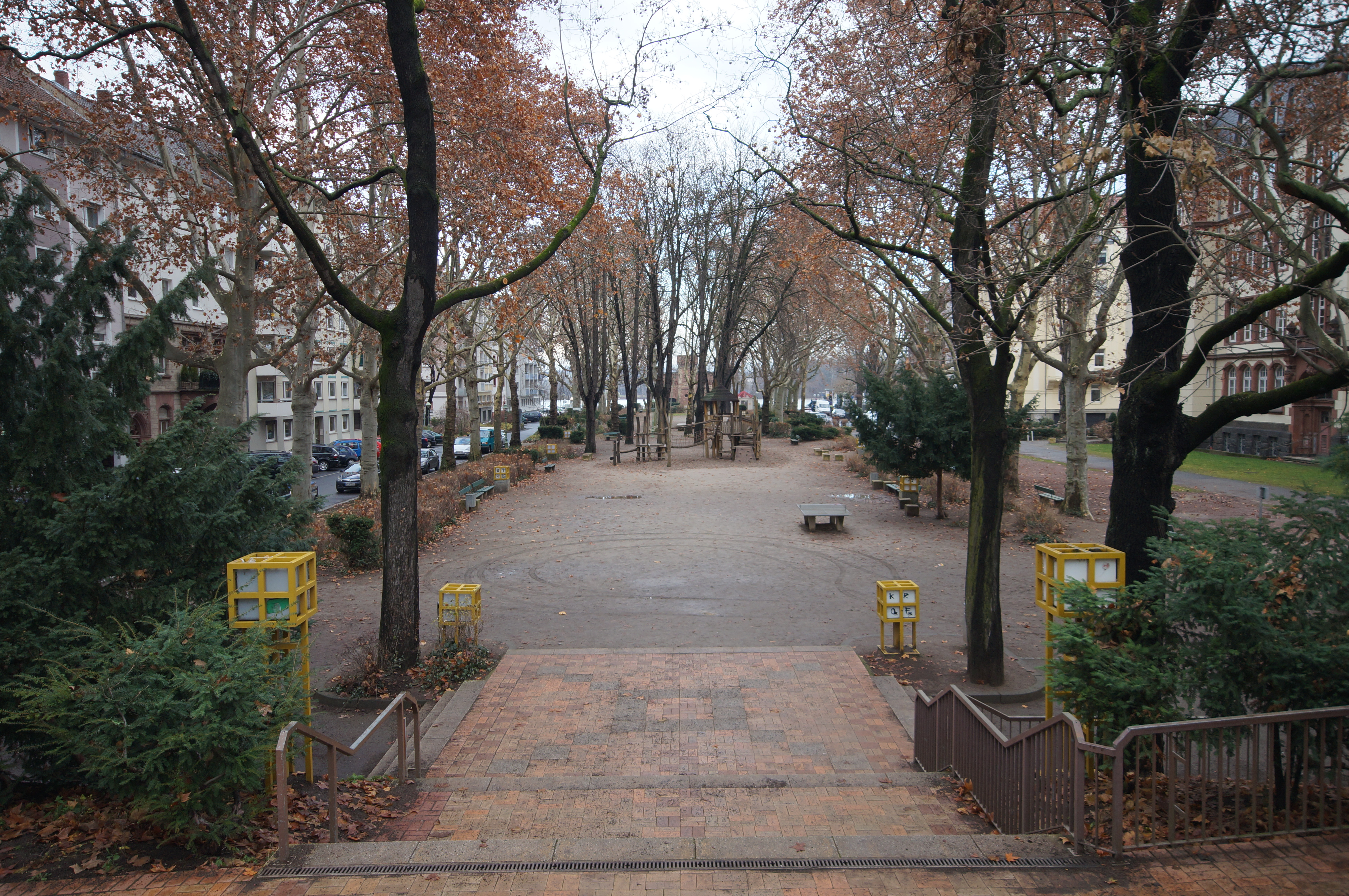
Der Feldbergplatz, Blick von der Grünen Brücke

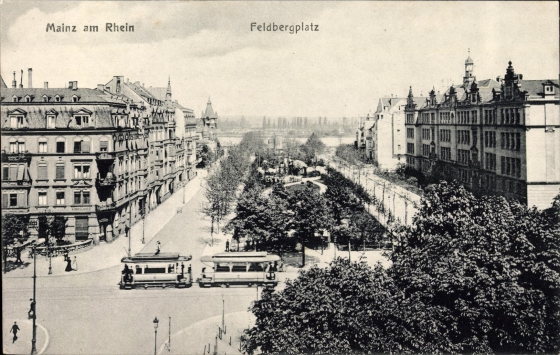
Der Feldbergplatz Richtung Rhein 1909

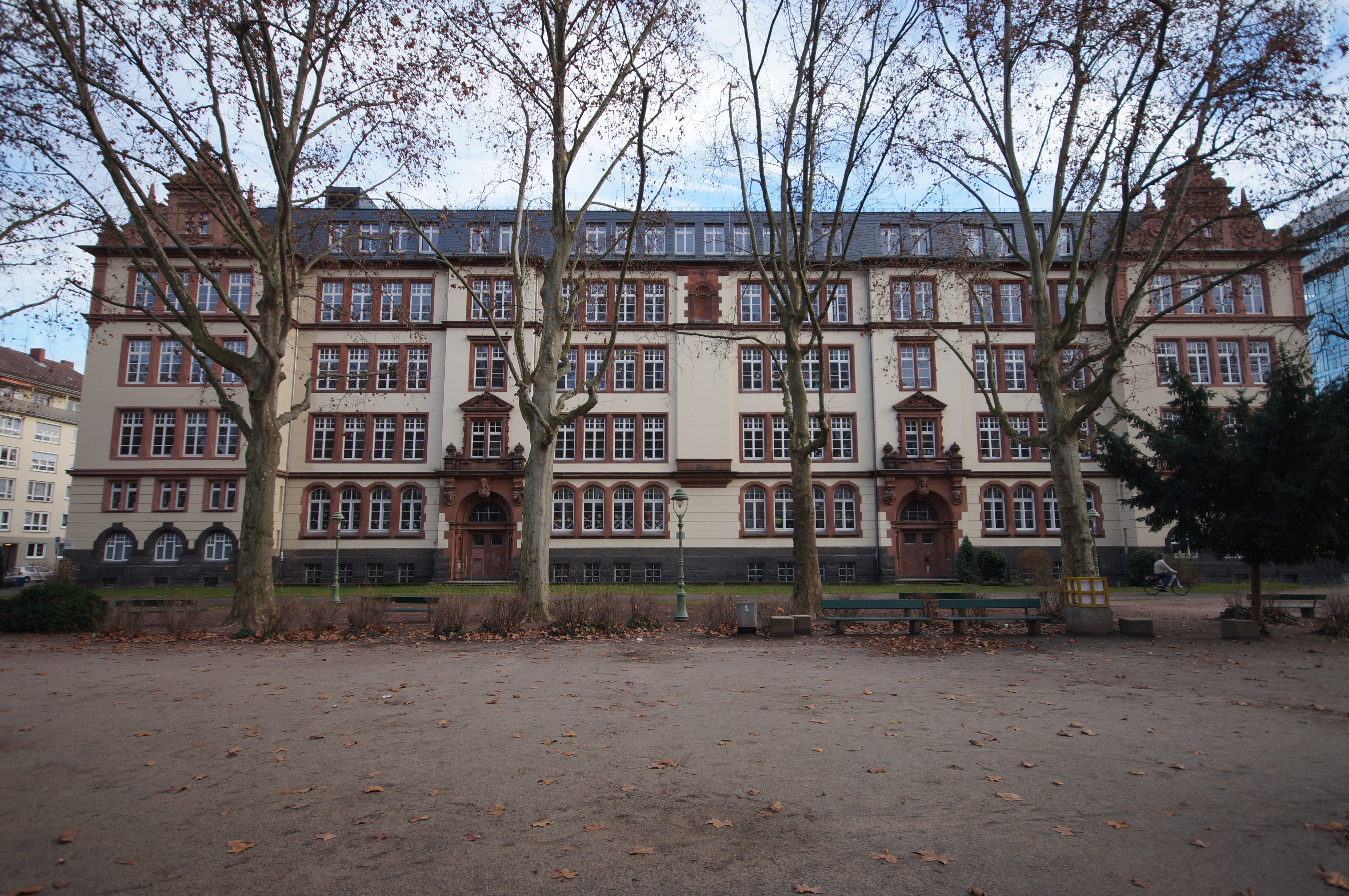
Die Feldbergschule am Feldbergplatz 4

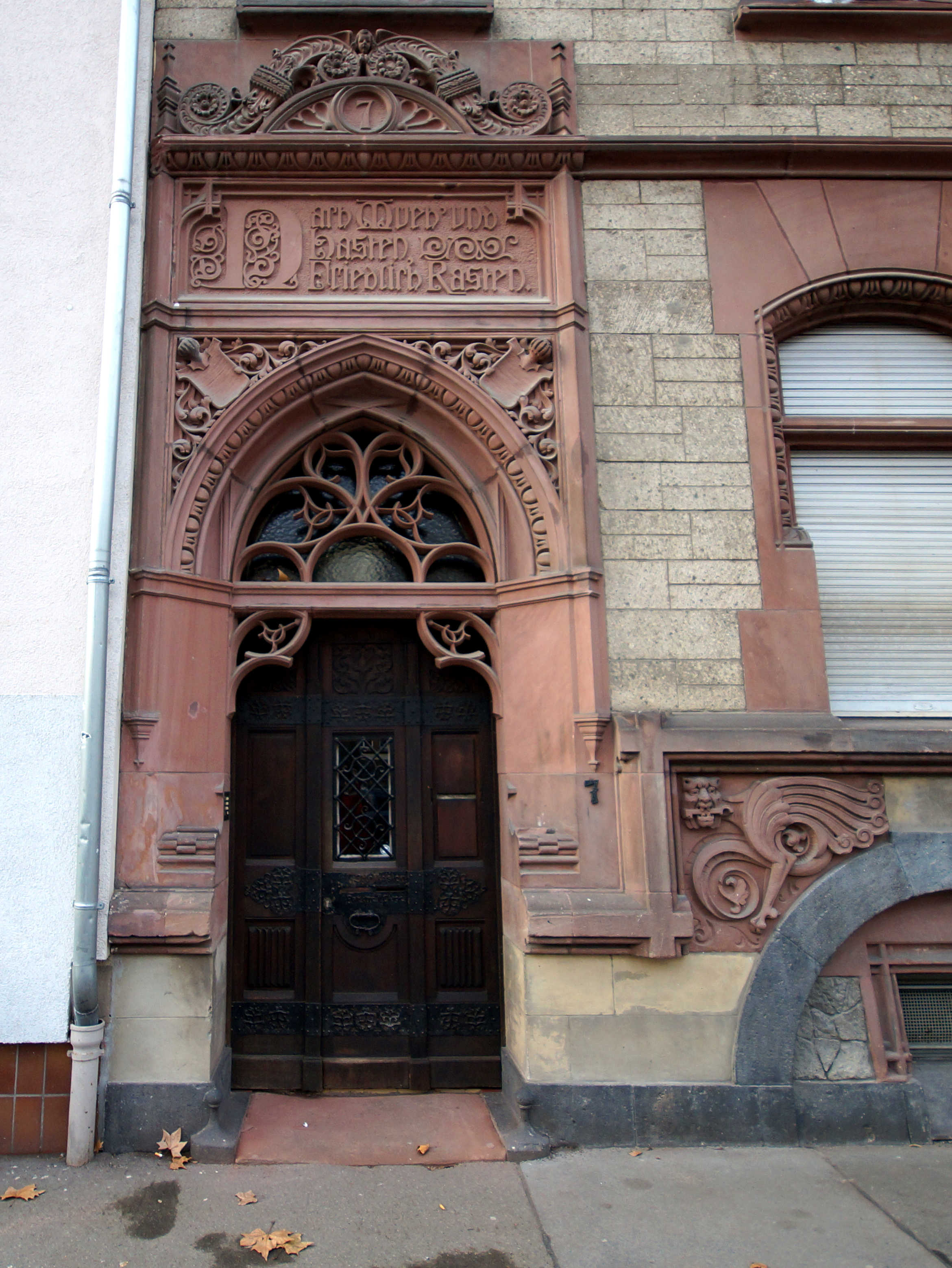
Die Eingangstür des Hauses am Feldbergplatz 7. Über der Tür steht in einer Tafel: „NACH MUEH’ UND HASTEN, FRIEDLICH RASTEN.“

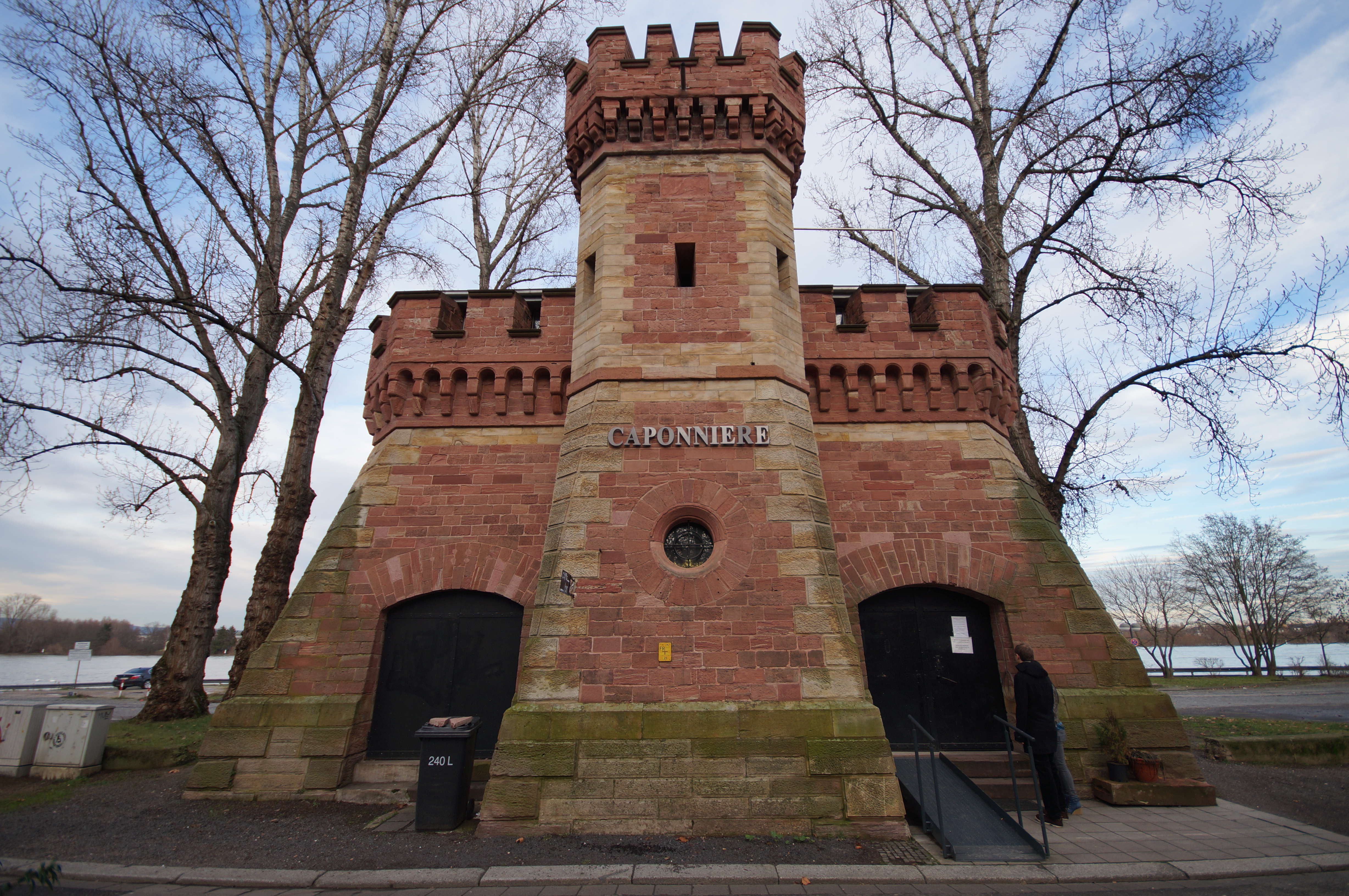
Die Kaponniere V

Der Feldbergplatz ist ein städtebaulich und stadtgeschichtlich bedeutender Platz in Mainz-Neustadt. Er befindet sich direkt südlich des ehemaligen Zoll- und Binnenhafens und am Mainzer Rheinufer. Der Platz ist als Denkmalzone und angrenzende Gebäude als Kulturdenkmäler ausgewiesen. Er wurde nach dem Großen Feldberg benannt, dem höchsten Berg im Taunus.

## Geschichte
Der heutige Feldbergplatz bekam am 23. April 1890 den Namen des Großen Feldbergs verliehen, während der Zeit des Nationalsozialismus wurde der Platz 1940 nach Erich Ludendorff Ludendorffplatz genannt. Mit dem Ende des Zweiten Weltkriegs und des Deutschen Reichs verlieh man dem Feldbergplatz 1945 wieder seinen ursprünglichen Namen.
Anfangs war der Platz die Verlängerung der südwestlich zulaufenden Verkehrswege Feldbergstraße und Josefstraße. Die Entstehung des Platzes begann 1880, als man das damalige Ufergebiet zu bebauen begann. 1887 war der Platz nach den Bebauungen der Mainzer Neustadt schließlich fertiggestellt. In diesen Baumaßnahmen pflanzte man Bäume, Sträucher und Büsche. In der Mitte war eine große Wiese. Am nordöstlichen Ende zum Rhein stand das Feldbergtor und die Kaponniere V.
In den nächsten Jahren wurden um den Feldbergplatz Einfamilienwohnhäuser, Mehrfamilienwohnhäuser und Geschäfte gebaut. Außerdem wurde am Rheinufer eine prunkvolle Villa und nordöstlich der Rheinallee ein großes mehrstöckiges Schulgebäude erbaut, in dessen Räumen heute auch ein Kindergarten ist. Dazu wurden in der Denkmalzone einige öffentliche Gebäude errichtet, zum Beispiel das Chemische Untersuchungsamt Am Zollhafen 12. Am Feldbergplatz wurde auch eine Hebammenlehranstalt gebaut.
Heute befinden sich auf dem Feldbergplatz zahlreiche Sitzbänke, Spielgeräte für Kinder, ein Spielplatz und Anlagen für Tischtennis. Außerdem befindet sich südöstlich des Platzes ein öffentlicher Bücherschrank. Über die Rheinallee gelangt man seit 1977 mit der grünen Brücke.

## Architektur
Die Denkmalzone besteht aus dem Feldbergplatz und angrenzenden Bauten. Diese Bauten befinden sich Am Zollhafen 3, 5, 10, am Feldbergplatz 4, 4a, 7, an der Frauenlobstraße 95, 97, an der Hafenstraße 4, 6, 15/17 und 17{\displaystyle {\tfrac {1}{10}}} und an der Taunusstraße 23, 33 und 37/39. Die Gebäude Am Zollhafen 12, in der Frauenlobstraße 93/93a und an der Hafenstraße 2, 16, 19 und 23 am Rand der Denkmalzone prägen die Denkmalzone mit.
Alle Gebäude wurden nach der Errichtung des Zoll- und Binnenhafens am Rhein erbaut. Als erstes wurden die in der Nähe des Rheins gelegenen Häuser Am Zollhafen 8 und an der Frauenlobstraße 95/97 erbaut. Danach bebaute man das restliche Rheinufer und die Frauenlobstraße. Am Anfang des 20. Jahrhunderts begann die Bebauung rund um den Feldbergplatz und in der Hafenstraße.

## Bedeutende Bauwerke
Etwa 1900 wurde die „Feldbergschule“ am Feldbergplatz 4 im Auftrag des städtischen Hochbauamtes errichtet. In den Räumen wurde eine Volksschule eingerichtet. Das Grundstück wird von der Hafenstraße, der Rheinallee und dem Feldbergplatz flankiert. Das Gebäude hat vier Geschosse, das Erdgeschoss ist ein mächtiges Sockelgeschoss. Aufgrund von Zerstörungen des Dachgeschosses musste das oberste Geschoss und das Dach erneuert werden. Zum Feldbergplatz befindet sich die Hauptfassade des Gebäudes. Auf ihr sind die vier Fenster der Klassenräume jeweils zu einheitlichen Gruppen angeordnet. Diese sind geschmückt mit Risaliten und Giebeln. Die Verzierungen sind im Baustil der Renaissance. Früher wurden für die Jungen und Mädchen zwei große Portale gebaut. Dafür wurden auch über den Portalen Konsolen mit Männer- und Frauenköpfen angebracht. Außerdem wurde noch eine Turnhalle aus Backsteinen errichtet. Als Verzierung hat sie Staffelgiebel.
Fünf Jahre später wurde angrenzend nach Plänen des Architekten und Bauherrn P. Scheuren an der Adresse Feldbergplatz 4a mit Flanke zur Hafenstraße ein großes Gebäude gebaut. Es hatte fünf Geschosse und ein großes Souterrain. In ihm befanden sich Büros. Als Baustoff wurde Sandstein verwendet, der teilweise verputzt wurde. Dazu wurden zahlreiche Verzierungen im Baustil des Jugendstils ergänzt. Außerdem besitzt das Haus einen großen Erker, einige Giebel und dekorierte Balkone.
Um 1900 wurde an der heutigen Adresse Feldbergplatz 7 ein zweigeschossiges Wohnhaus errichtet. Es besitzt ein Mansarddach. Nach Luftangriffen im Zweiten Weltkrieg erhielt das Gebäude im Rahmen von Sanierungsmaßnahmen 1959 drei weitere Stockwerke. Ein besonderes Merkmal ist die prunkvolle Eingangstür zum Haus: In ihr vereinigen sich Verzierungen der Spätgotik, des Jugendstils und der Renaissance. Von ihr sind das originale Türblatt und das Oberlicht über der Tür mit vielen Dekorationen vorhanden. Außerdem ist heute noch die alte Inschrifttafel und die Hausnummer mit Volutenverzierungen zu finden. Zudem gibt es Kellerfenster mit Rundbogen und ein aufwändig gestaltetes Fensterbankgesims. Zwischen der Tür, einem Kellerfenster und dem benachbarten Fenster gibt es außerdem einen Greifvogel als Relief mit einem Schlüssel.
Auf der nordöstlichen Seite des Platzes befindet sich direkt am Rheinufer die Kaponniere V. Sie wurde 1887 erbaut und stellt in Größe und Baustil ein Abbild der damaligen Kaponniere auf dem Fischtorplatz dar. Sie war ein Teil der Mainzer Rheinkehlmauer und ließ durch Mauerscheiben und Schießscharten Durchgänge sowohl für Fußgänger als auch für Verkehr. Die Kaponniere besitzt einen quadratischen Grundriss und einen Treppenturm. Sowohl der Treppenturm als auch die Kaponniere sind mit Zinnen ausgestattet.